# Beszterec
Beszterec község Szabolcs-Szatmár-Bereg vármegyében, a Kemecsei járásban.

## Fekvése
A vármegye, és egyben a Nyírség északnyugati részén fekszik, Dombrádtól mintegy 10 kilométerre délnyugatra.
A közvetlen szomszédos települések: északkelet felől Újdombrád, délkelet felől Kék, délnyugat felől Vasmegyer, északnyugat felől pedig Tiszatelek. Központjától kelet-északkeleti irányban a határszéle egy helyütt, pontszerűen érintkezik még Demecser közigazgatási területével is.
A környező fontosabb települések közül Kék, Tiszatelek és Vasmegyer egyaránt nagyjából 5-5, Kemecse 10, Nyírbogdány pedig 11 kilométer távolságra található.

### Megközelítése
Csak közúton közelíthető meg, három irányból: Vasmegyer felől a 3824-es, Kék, illetve Tiszatelek felől pedig a 3826-os úton.
Korábban az északi határszélétől nem messze húzódott a Nyírvidéki Kisvasút dombrádi vonala, annak bezárása óta viszont a vasútvonalak messze elkerülik. A két legközelebbi vasúti csatlakozási lehetőséget így a Budapest–Záhony-vasútvonal Kék megállóhelye, illetve Kemecse vasútállomása kínálja, az előbbi nagyjából 10, utóbbi mintegy 13 kilométerre található Beszterectől.

## Története

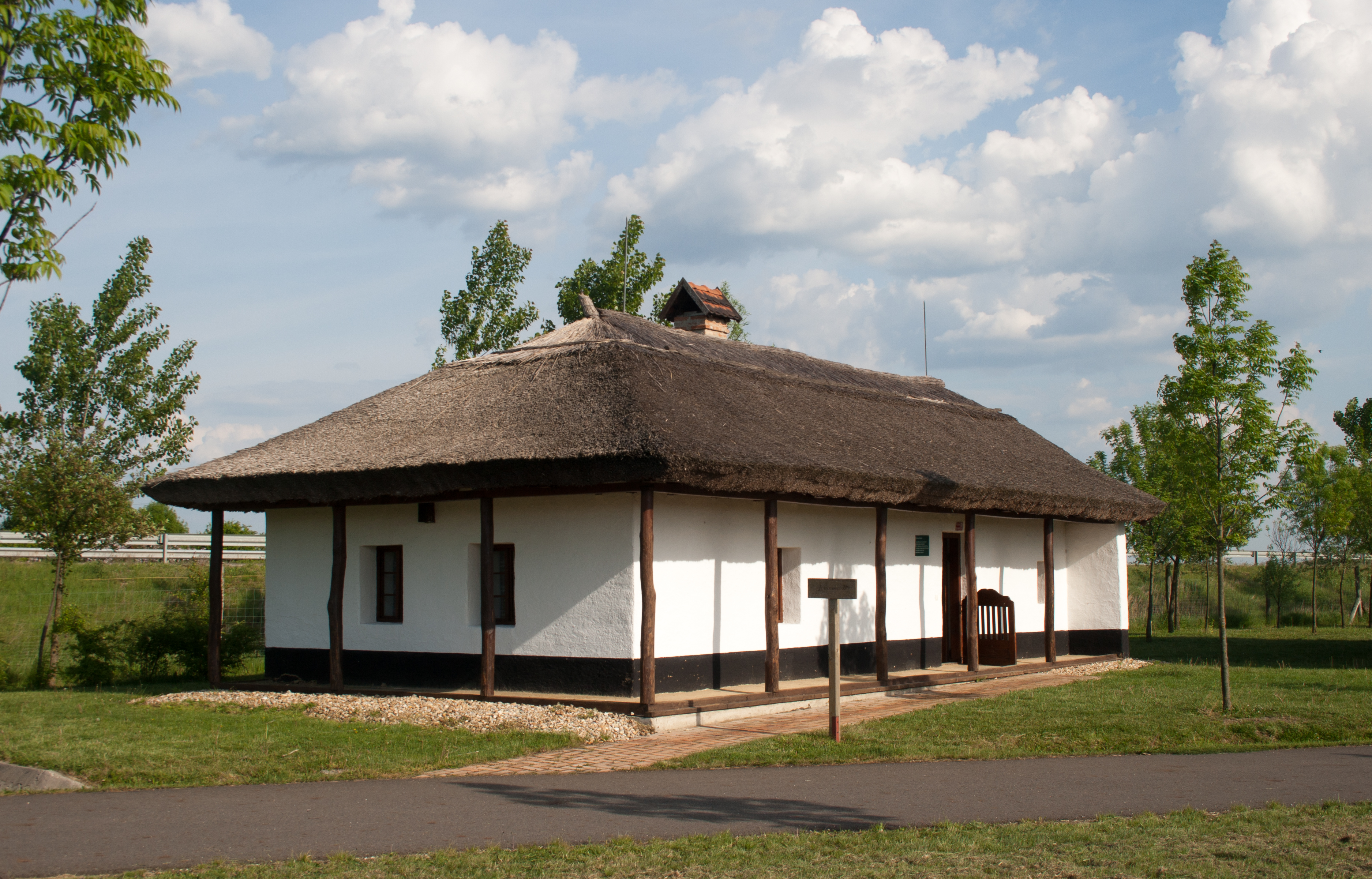
Régi besztereci ház rekonstrukciója az M3 Archeoparkban. A lápi állattartásra berendezkedett gazdaság tipikus épülete

Beszterec és környéke már ősidők óta lakott hely, ezt támasztja alá a határában található földvár is. A Beszterecen talált Árpád-kori aspersorium (szenteltvíztartó) ma a Magyar Nemzeti Múzeum állandó kiállításának tárgya.
A település nevét már 1332-ben említi a pápai tizedlajstrom is, Beztherch néven.
1410-ben már ismert volt birtokosának neve is: ekkor a Parlaghy család tagjainak birtoka  volt.
1445-ben a Rosályi Kún család és a Kusalyi Jakcs család birtokaként van feltüntetve.
1463-ban a petri Ders család volt a település földesura.
A 19. század első felében több család: a Kriston, Major, Répássy, Mikecz, Tahy, és Madách családok voltak birtokosai.
1850-ben a Felsőméray-Ostorharics Horváth László (1822-1872) birtoka a Beszterec-Vártanya néven ismert terület és körülötte több mint 500 hold termőföld. A család I. Rudolf királytól kapta nemességét, ami az 1838. évi 797. közgyűlési szám alatt lett megerősítve. Kassán 1906. június 2-án 7560/1906. szám alatt újabb hatósági bizonyítvány került kiállításra Dr. med. Horváth József részére (1901. évben nyert mandátumot mint felsőházi képviselő). Vasmegyeri-Megyery Celesztával 1891-ben kötött házasságot Nyíregyházán. Leszármazottaik 1947-ig birtokolták a területet, amelyet kényszerből hagytak el. Horváth László sírkövét (rajta ekevasak nyoma) a helyi önkormányzat ismét felállíttatta a földvárban kegyeletből, de a temetőt, a monostort és az épületeket barbárul elpusztították 1955-ben.
A településen előforduló jelentősebb hely- és dűlőneveket is feljegyezték a XX. század elején: Nagyrév, Gyakor, Nyárádszeg, Hídszeg, Kerekedvize, Ferhídja, Tahiláp, Bajcs, Törésláp, Vársziget, Kapony, Orozd, Királytó, Katonató, Solymostó, Kabalás helynevek voltak itt ismertek.

## Közélete

### Polgármesterei
- 1990–1994: Poór József (független)[3]
- 1994–1998: Poór József (független)[4]
- 1998–2002: Poór József (független)[5]
- 2002–2006: Poór József (független)[6]
- 2006–2010: Poór József (független)[7]
- 2010–2014: Poór József (független)[8]
- 2014–2019: Hegyes József (független)[9]
- 2019–2024: Hegyes József (független)[10]
- 2024– : Hegyes József (független)[1]

## Népesség
A település népességének változása:
| Lakosok száma | 1086 | 1081 | 1043 | 931  | 890  | 896  | 884  |
|               | 2013 | 2014 | 2015 | 2021 | 2022 | 2023 | 2024 |

2001-ben a település lakosságának 98%-a magyar, 2%-a cigány nemzetiségűnek vallotta magát.
A 2011-es népszámlálás során a lakosok 87,5%-a magyarnak, 6,2% cigánynak mondta magát (12,4% nem nyilatkozott; a kettős identitások miatt a végösszeg nagyobb lehet 100%-nál). A vallási megoszlás a következő volt: római katolikus 23,4%, református 37,8%, görögkatolikus 5,8%, felekezeten kívüli 11,6% (20,3% nem válaszolt).
2022-ben a lakosság 86,5%-a vallotta magát magyarnak, 6,3% cigánynak, 0,4% németnek, 0,2% románnak, 0,1% ruszinnak, 0,6% egyéb, nem hazai nemzetiségűnek (13,5% nem nyilatkozott; a kettős identitások miatt a végösszeg nagyobb lehet 100%-nál). Vallásuk szerint 13,5% volt római katolikus, 28,9% református, 5,5% görög katolikus, 1% egyéb keresztény, 0,1% evangélikus, 9% felekezeten kívüli (41,2% nem válaszolt).

## Nevezetességei
- Evangélikus templom - A XVI. század közepén épült.
- Beszterec-Vársziget - 11–13. századi földvár maradványai